# Natalia Bestemianova
Natalia Filimonovna Bestemianova (em russo:  Наталья Филимоновна Бестемьянова; Moscou, RSFS da Rússia, 6 de janeiro de 1960) é uma ex-patinadora artística russa, que competiu em provas na dança no gelo. Ela foi campeã olímpica na patinação artística em 1988 ao lado de Andrei Bukin. Ela é casada com o também patinador Igor Bobrin.

## Principais resultados

### Com Andrei Bukin
| Resultados                                            | Resultados        | Resultados    | Resultados       | Resultados        | Resultados       | Resultados       | Resultados       | Resultados       | Resultados      | Resultados      | Resultados      | Resultados    |
| Internacional                                         | Internacional     | Internacional | Internacional    | Internacional     | Internacional    | Internacional    | Internacional    | Internacional    | Internacional   | Internacional   | Internacional   | Internacional |
| Evento/Temporada                                      | 1977– 1978        | 1978– 1979    | 1979– 1980       | 1980– 1981        | 1981– 1982       | 1982– 1983       | 1983– 1984       | 1984– 1985       | 1985– 1986      | 1986– 1987      | 1987– 1988      |               |
| ----------------------------------------------------- | ----------------- | ------------- | ---------------- | ----------------- | ---------------- | ---------------- | ---------------- | ---------------- | --------------- | --------------- | --------------- | ------------- |
| Jogos Olímpicos                                       |                   |               | 8.ª              |                   |                  |                  | Medalha de prata |                  |                 |                 | Medalha de ouro |               |
| Campeonato Mundial                                    |                   | 10.ª          |                  | Medalha de bronze | Medalha de prata | Medalha de prata | Medalha de prata | Medalha de ouro  | Medalha de ouro | Medalha de ouro | Medalha de ouro |               |
| Campeonato Europeu                                    |                   |               | 6.ª              | 4.ª               | Medalha de prata | Medalha de ouro  | Medalha de prata | Medalha de ouro  | Medalha de ouro | Medalha de ouro | Medalha de ouro |               |
| NHK Trophy                                            |                   |               |                  |                   |                  |                  |                  |                  |                 | Medalha de ouro | Medalha de ouro |               |
| Prize of Moscow News                                  |                   | 4.ª           | Medalha de prata | Medalha de bronze | Medalha de ouro  |                  | Medalha de ouro  | Medalha de prata | Medalha de ouro |                 |                 |               |
| Skate America                                         |                   |               | Medalha de prata |                   |                  |                  |                  |                  |                 |                 |                 |               |
| Nacional                                              |                   |               |                  |                   |                  |                  |                  |                  |                 |                 |                 |               |
| Campeonato Soviético                                  | Medalha de bronze | 4.ª           | Medalha de prata | Medalha de bronze | Medalha de ouro  | Medalha de ouro  |                  | Medalha de prata |                 | Medalha de ouro |                 |               |
|                                                       |                   |               |                  |                   |                  |                  |                  |                  |                 |                 |                 |               |
| Legenda: Competição não foi disputada nesta temporada |                   |               |                  |                   |                  |                  |                  |                  |                 |                 |                 |               |